# Muttersöhnchen
Muttersöhnchen ist ein umgangssprachlich abwertender Begriff für eine männliche Person, die aufgrund einer übermäßig interdependenten und verwöhnenden Beziehung zur eigenen Mutter über einen verhältnismäßig langen Zeitraum ein soziales Defizit erleidet und dadurch tendenziell den wirksamen Kontakt zur Gesellschaft vermeidet. Der Prozess der Sozialisation innerhalb einer Gesellschaft ruft Ängste hervor und verstärkt die Abhängigkeit zur Mutter. Typischerweise wird ein Muttersöhnchen als passiv und kindisch wahrgenommen, der Konflikte mit anderen meidet sowie nicht in der Lage ist, Freundschaften zu schließen, und bei dem es an Eigeninitiative mangelt. Der Begriff des Muttersöhnchens wird in keinem Klassifikationssystem für medizinische Diagnosen erwähnt.
Der Begriff des Muttersöhnchens ist im Deutschen bereits seit dem 18. Jahrhundert bekannt. Der Psychiater David M. Levy (1892–1977) schrieb in den 1930er Jahren zu überbehütenden Müttern, die ihre Kinder infantilisieren. Im Jahr 1971 veröffentlichte der Kinderpsychiater Aman U. Khan einen Artikel mit dem Fokus auf Mutter-Kind-Interaktionen mit dem Titel “Mama’s Boy” Syndrome. Dabei fasst er die Mutter-Kind-Interaktionen folgendermaßen zusammen:
1. Die Mutter nimmt einen großen Anteil der Lebensfreude des Kindes ein. Sie hat möglicherweise keine anderen Interessen oder Aktivitäten und wird zudem als eher egozentrisch wahrgenommen.
2. Eine Beziehung, die während der Behandlung einer Fehlbildung oder einer Krankheit im frühen Kindesalter entstanden ist und über einen längeren Zeitraum eine enge Beziehung erfordert, kann auch dann bestehen bleiben, wenn die Fehlbildung behoben oder die Krankheit überstanden wurde.
3. Des Weiteren können die Trennung der Ehepartner in der Kindheit, die Angst vor der Außenwelt und die daraus resultierende Notwendigkeit, zusammenzubleiben, die passive Persönlichkeit der Mutter und ihre Unfähigkeit, Grenzen zu setzen, sowie die Schuldgefühle der Mutter durch die tatsächliche oder fantasierte Ablehnung des Kindes zur Infantilisierung des Kindes beitragen.

Die Konzeptualisierung der symbiotischen Beziehung (oder des Grades der Fixierung der symbiotischen Phase) kann als Kontinuum erfolgen, wobei psychische Störungen an einem Ende und eine gesunde Beziehung zwischen Mutter und Kind, die keine spezifischen sozialen Schwierigkeiten verursacht, am anderen Ende stehen. Das Erscheinungsbild des Muttersöhnchens ließe sich innerhalb der beiden Extrema einordnen.